# Bălăbănești (Criuleni)
Bălăbănești es una comuna y pueblo de la República de Moldavia ubicada en el distrito de Criuleni.
En 2004 la comuna tenía una población de 3554 habitantes, de los cuales 3514 son étnicamente moldavos-rumanos y 23 rusos. La comuna comprende los siguientes pueblos:
- Bălăbăneşti (pueblo), 2081 habitantes;
- Mălăieşti, 462 habitantes;
- Mălăieştii Noi, 1011 habitantes.

El pueblo fue fundado en 1825 por varias familias de campesinos rumanos en la tierra del boyardo Balaban, aunque no está claro que el nombre del pueblo proceda del nombre del boyardo. La comuna alberga un destacado parque dendrológico de finales del siglo XIX.
Se ubica a orillas del río Dniéster, unos 15 km al noreste de Chisináu.